# Cepitá
Cepitá è un comune della Colombia facente parte del dipartimento di Santander.
L'abitato venne fondato da Antonio Ortíz, Juan Manosalva e José Pages nel 1751.